# 盐地柽柳
盐地柽柳（学名：Tamarix karelinii），为柽柳科柽柳属下的一个植物种。